# Jonny Gomes
Jonathan Johnson Gomes (nacido el 22 de noviembre de 1980) es un exjardinero y bateador designado estadounidense de béisbol profesional que jugó en las Grandes Ligas con los Tampa Bay Rays, Cincinnati Reds, Washington Nationals, Oakland Athletics, Boston Red Sox, Atlanta Braves y Kansas City Royals, y en la Liga Japonesa de Béisbol Profesional con los Tohoku Rakuten Golden Eagles. Se desempeñó principalmente como jardinero izquierdo o derecho. Actualmente es entrenador de bateo del equipo de novatos de los Diamondbacks de Arizona.

## Carrera profesional
Gomes fue seleccionado en la ronda 18 del Draft 2001 de la MLB por los Mantarrayas de Tampa Bay. Mientras estaba en las ligas de novatos, fue certificado para convertirse en entrenador personal. Su hermano mayor, Joey Gomes, jugó en las ligas menores e independientes de 2002 a 2011.
Sufrió un ataque al corazón en la Nochebuena de 2002, el resultado de una arteria obstruida, a pesar de estar en condición de juego (8% de grasa corporal en el momento). Hizo caso omiso de los síntomas durante 27 horas, incluso durmió una noche, antes de ir al hospital después de desmayarse brevemente y dejar de respirar. Sus médicos dijeron que no habría sobrevivido una segunda noche. Como resultado del ataque al corazón, el médico del equipo de los Rays tenía que mantener las pastillas de nitroglicerina a mano en caso de que Gomes sufriera un segundo ataque al corazón.

### Tampa Bay Rays
Gomes debutó en Grandes Ligas el 12 de septiembre de 2003. Pasó el 2004 entre los Durham Bulls de Clase AAA y Tampa Bay. Le dijo a un entrevistador de MLB.com que cuando fue relegado de nuevo a Durham después de un breve paso por Tampa Bay en mayo de 2005, resolvió que iba a crear una avalancha ofensiva tal que el equipo de las mayores se "enfermaría de mirar su rostro en el marcador del Tropicana Field cuando mostraran los jugadores de mejor rendimiento en ligas menores." Tuvo promedio de .321 de bateo con 14 jonrones y 46 carreras impulsadas en 45 juegos con los Bulls antes de regresar a los Devil Rays en julio.
Después de su regreso a Tampa Bay, Gomes se convirtió en titular para el club y se convirtió en uno de los jugadores más importantes. El 30 de julio, se convirtió en el primer jugador en la historia de la franquicia en batear tres jonrones en un solo juego, contra los Reales de Kansas City. Para el año, bateó 21 jonrones en sólo 101 juegos y 348 turnos al bate. Proyectada en una temporada completa, podría haber bateado más de 35 jonrones. Se convirtió en un favorito de los aficionados, y era conocido por su ajetreo sin cuartel y jonrones largos. Terminó tercero en la votación para el Novato del Año de la Liga Americana de 2005.
Gomes fue proyectado para jugar un papel destacado en la continua reconstrucción y planes de largo plazo de los Mantarrayas de Tampa Bay. Empezó 2006 bateando 11 jonrones en abril, una marca del equipo. Tuvo problemas luego de su buen arranque, bateando nueve jonrones durante el resto de la temporada y terminando con un promedio de bateo de .216. Atribuyó la mayoría de sus problemas a una lesión en el hombro, lo que dificultó su bateo y corrido de bases generalmente agresivo. Jugó a través de la lesión hasta la elección de someterse a una cirugía en septiembre. Además de la rehabilitación de su hombro, dijo que quería bajar de peso durante el receso, el cual estaba registrado en 205 libras, pero jugó la temporada 2006 pesando 250. También mencionó la posibilidad de jugar la primera base en el 2007 por los Mantarrayas, que entonces tenían a Carl Crawford, Rocco Baldelli y Delmon Young en los jardines.
Durante los dos primeros meses de 2007, Gomes no tuvo mucho tiempo de juego y su promedio de bateo bajó a .184 cuando fue enviado a Durham de nuevo el 25 de mayo. Fue llamado el 14 de junio, y tuvo un impacto inmediato al ver incrementado el tiempo de juego, aunque a finales de la temporada también disminuyó. Finalizó la temporada con un promedio de bateo de .244 con 17 jonrones y 49 carreras impulsadas mientras consiguió 39 boletos en 348 turnos al bate. También compiló 126 ponches, un récord personal y su tercera temporada consecutiva en la que tuvo 100 o más ponches mientras jugaba en menos de 120 juegos.
Gomes actualmente tiene el récord de los Tampa Bay Rays de más veces golpeado por un lanzamiento, un total de 28. Alcanzó la marca cuando fue golpeado en la pierna por Josh Beckett de los Medias Rojas de Boston para el 5 de julio de 2007.
En el tercer juego de la serie contra los Medias Rojas de Boston el 5 de junio de 2008, Gomes estuvo implicado en una revuelta después de que Coco Crisp cargara a la lomita del lanzador como resultado de, entre otros eventos, ser golpeado por un lanzamiento. Las repeticiones del incidente muestran a Gomes lanzando golpes a Crisp cuando este ya estaba siendo empujado al suelo por varios jugadores de los Rays. Fue suspendido por cinco juegos debido a su papel en la reyerta. El 6 de agosto fue enviado a los Bulls de Durham de la Liga Internacional para crear espacio en la plantilla para Ben Zobrist, y fue llamado en la expansión de septiembre. Fue el único jugador de los Rays en batear un jonrón mientras servía como bateador emergente en 2008.
Se convirtió en agente libre al finalizar la temporada 2008.

### Cincinnati Reds

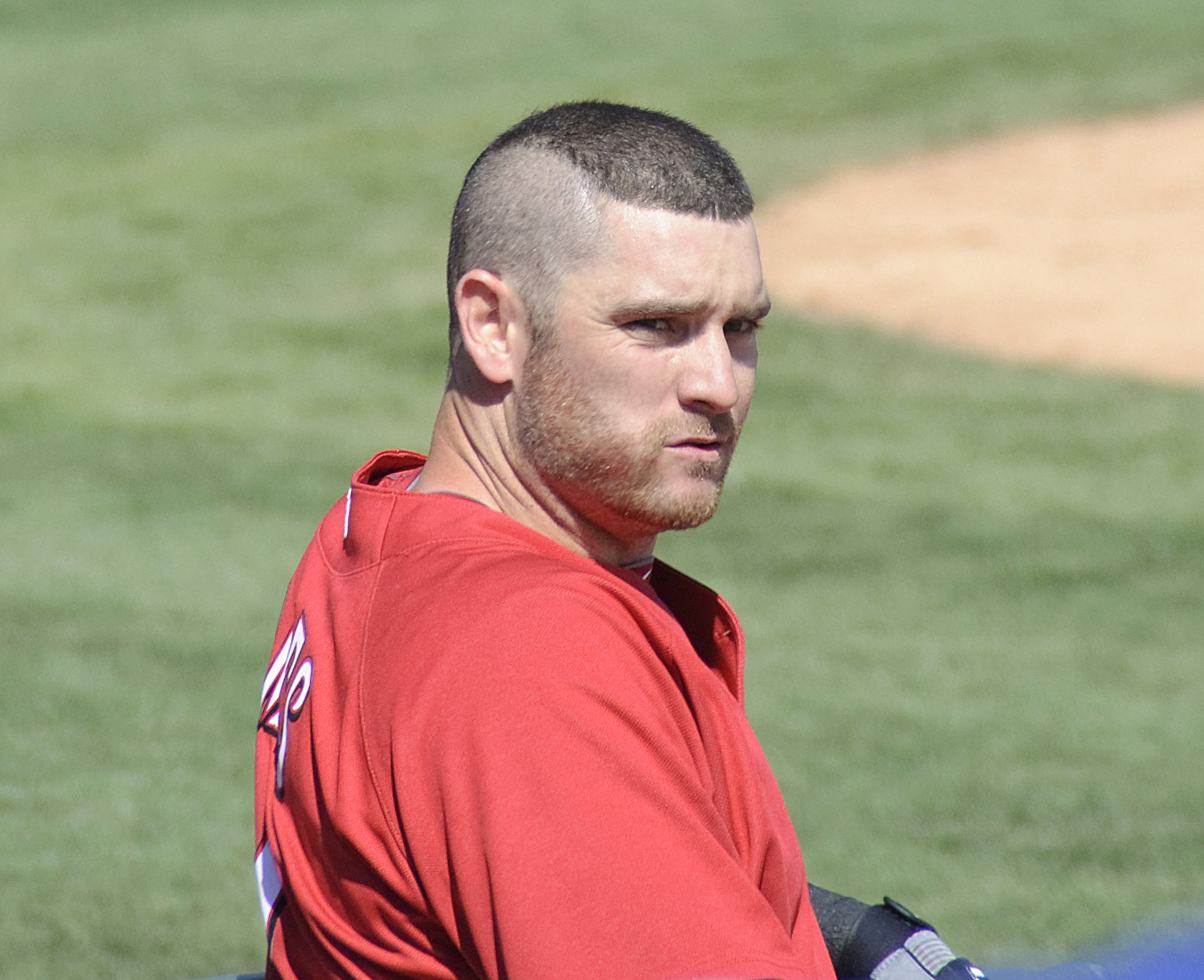
Gomes con los Cincinnati Reds en 2010.

El 19 de enero de 2009, Gomes firmó un contrato de ligas menores con los Rojos de Cincinnati. A pesar de una fuerte primavera fue cortado por los Rojos el 5 de abril y enviado a la filial Louisville Bats de Clase AAA . Fue llamado por los Rojos el 21 de mayo. Tuvo su segunda actuación de tres jonrones el 13 de agosto de 2009 contra los Nacionales de Washington. Se convirtió en agente libre el 12 de diciembre, pero el 22 de febrero de 2010 llegó nuevamente a un acuerdo con los Rojos de Cincinnati.
El 25 de agosto de 2010 bateó su jonrón número 100 contra los Gigantes de San Francisco en lo que resultó ser el cuatro jonrón de la entrada por los Rojos. Los Rojos ejercieron la opción de 2011 sobre el contrato de Gomes el 3 de noviembre de 2010.

### Washington Nationals
Gomes fue cambiado a los Nacionales de Washington por el jardinero Bill Rhinehart y el lanzador Chris Manno el 26 de julio de 2011. Tenía un promedio de bateo de .204 con 8 jonrones y 12 carreras impulsadas en 43 juegos.

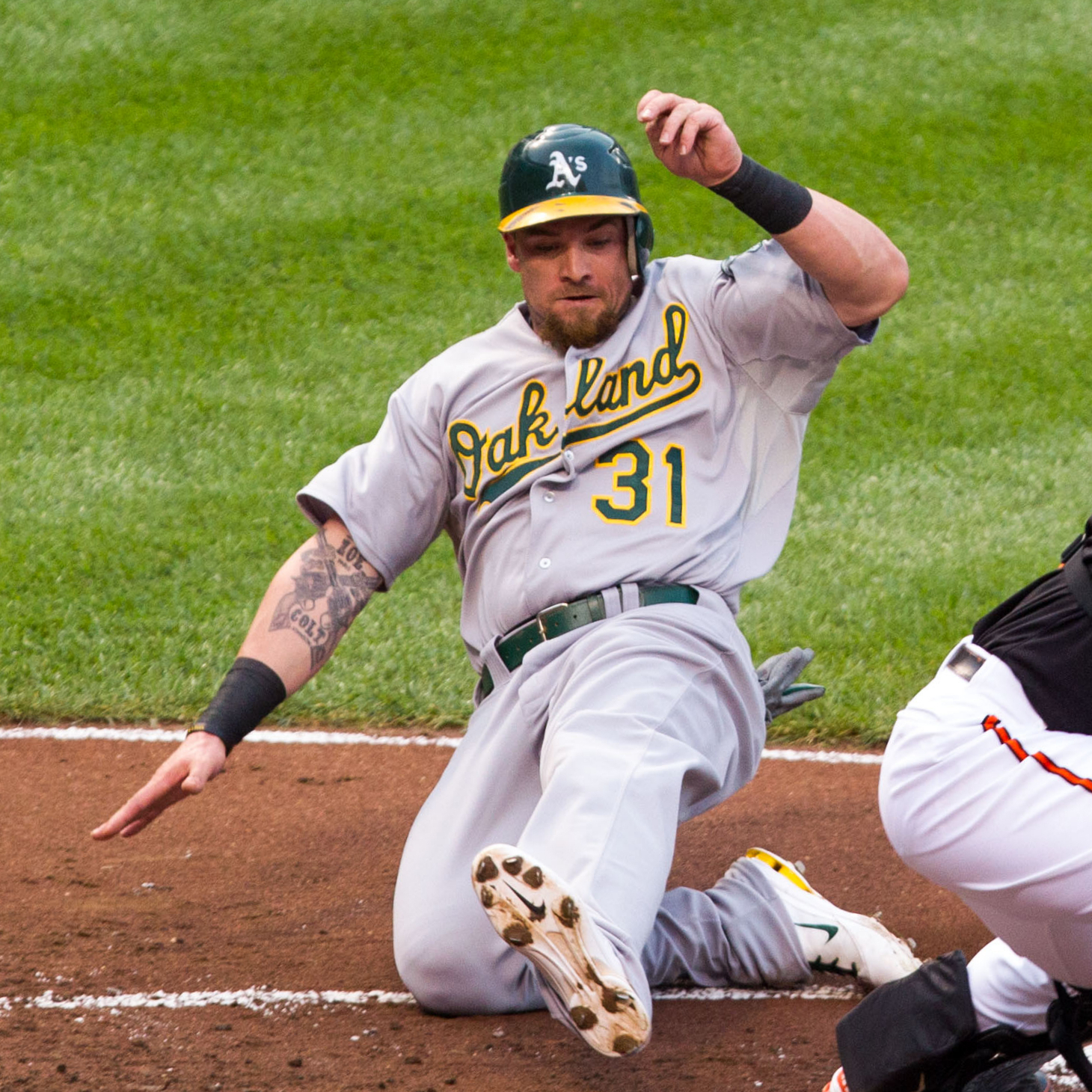
Gomes juagndo para los Oakland Athletics en 2012.

### Oakland Athletics
El 20 de enero de 2012 Gomes firmó un contrato de un año con los Atléticos de Oakland. Tuvo una buena temporada con el equipo, bateando .262/0.377/0.491 con 18 HR y 47 carreras impulsadas en 99 juegos jugando principalmente como bateador designado o en el jardín izquierdo. Gomes ganó el Premio Catfish Hunter en 2012, otorgado al jugador de mayor inspiración en el equipo. Los Atléticos consideraron volver a firmar a Gomes para el 2013, pero su oferta resultó ser la mitad de lo que los Medias Rojas finalmente ofrecieron.

### Boston Red Sox
El 21 de noviembre de 2012, Gomes accedió a un contrato de dos años, $ 10 millones con los Medias Rojas de Boston. Mientras estuvo en Boston, Gomes recibió el apodo de "The Grinder" ("La Amoladora"), nombrado por sus compañeros de equipo después de ver su estilo de juego.
En su primer año en Boston bateó para .247 con 13 jonrones y 52 carreras impulsadas mientras que anotó 49 carreras. Durante la Serie Divisional y la Serie de Campeonato, los Medias Rojas estaban 6-0 cuando Gomes comenzó en el jardín izquierdo (bateó .200 con 2 carreras impulsadas y 6 carreras anotadas en este tramo). En el Juego 4 de la Serie Mundial, Gomes bateó un jonrón de 387 pies y 3 carreras para ayudar a los Medias Rojas a liderar el marcador. No estaba en la alineación titular para ese juego, pero el equipo lo añadió durante la práctica de bateo después de que el jardinero Shane Victorino sintió dolores en la espalda. Los Medias Rojas terminaron ganando la Serie Mundial de ese año.

### Regreso a los Oakland Athletics
El 31 de julio de 2014, Gomes, junto con el lanzador Jon Lester, fue traspasado a los Atléticos de Oakland por Yoenis Céspedes y una elección del draf de 2015. Gomes habló muy bien de su tiempo en Boston, afirmando que "Fue el mejor año y medio que cualquiera podría imaginar. El ir de peor a mejor. Fue una lección de humildad."

### Atlanta Braves
Gomes firmó con los Bravos de Atlanta, aceptando un contrato de un año por valor de 5 millones de dólares para la temporada 2015.

### Kansas City Royals
El 31 de agosto de 2015, Gomes fue transferido a los Reales de Kansas City a cambio del campocorto prospecto Luis Valenzuela.

### Tohoku Rakuten Golden Eagles
El 3 de febrero de 2016, Gomes firmó un contrato de un año y $2 millones con los Tohoku Rakuten Golden Eagles de la Liga Japonesa de Béisbol Profesional.

## Carrera como entrenador
En febrero de 2018, Gomes fue nombrado como entrenador de bateo del equipo de novatos de los Diamondbacks de Arizona, poniendo fin a su carrera como jugador activo.